# ميوا أويدا
ميوا أويدا (باليابانية: 上田美和؛ بالكانا: うえだ みわ) هي مانغاكا يابانية، ولدت في القرن العشرين في هيوغو في اليابان.

## وصلات خارجية
- ميوا أويدا على موقع ANN person (الإنجليزية)